# Château de Faverges-de-la-Tour
Le château de Faverges-de-la-Tour est un château du XVe siècle remanié à plusieurs reprises qui se dresse sur la commune de Faverges-de-la-Tour dans le département de l'Isère en région Rhône-Alpes.

## Situation
Le château de Faverges-de-la-Tour est situé dans le département français de l'Isère sur la commune de Faverges-de-la-Tour, à 1 kilomètre à l'ouest du bourg, sur la rive occidentale de la route nationale 75.
Sa position stratégique commandait à la fois l’ancien compendium d’Augustum, route de Vienne (Isère) à Aoste (Isère) et Chambéry et le chemin de Morestel à Evrieu, « la via Favergeysia » des actes du Moyen Âge.
La route actuelle par La Bâtie-Montgascon date de Louis-Philippe. Très fréquentée jadis, elle portait le nom de « Chemin des nourrices » car empruntée par les Savoyardes qui allaient à Lyon chercher les enfants que les citadins mettaient chez elles en nourrice.

## Toponymie
Le nom « Faverges » vient de « Ad Fabrices » aux forges, on retrouve ce nom comme lieu-dit dans les Alpes Valaisannes, Savoyardes, Dauphinoises au nord de la limite linguistique de Pont Haut. La paroisse s’appelait à l'origine Saint Barthélemy et ce n’est qu’à la fin du XIIIe siècle, au moment de la séparation de la communauté, que Saint Barthélemy a pris le nom du château.

## Histoire
Le château est cité depuis le XIVe siècle, cependant celui-ci doit remonter beaucoup plus tôt. Il a été propriété de la puissante famille de Virieu depuis 1230[réf. nécessaire].
Entre 1850 et 1885 l’architecte Bresson restaure le château dans un style pseudo-italien et ajoute un cercle de mâchicoulis à la tour. 
Jusqu’en 2004 le Château de Faverges était une référence de la chaîne des Relais et Châteaux. Depuis 2005, le château sert pour l'accueil de séminaires d’entreprises.

## Description
L’enceinte, soutenue sur l’à-pic par une longue terrasse sur voûte, et protégée par un mur, défendait la forteresse. Les communs comportant des écuries voûtées furent construits au XVIIIe siècle. Sur l’une des fenêtres on peut relever la date de 1732.
La tour située à l’angle sud-est servit de vigie. Elle fut découronnée pendant la révolution et ramenée au niveau des toits par respect de l’égalité républicaine !
Le château comporte des vestiges des XVe siècle, XVIIe et XVIIIe siècles. Au XIXe siècle le propriétaire voulut y rajouter des tourelles, l’une d’elles s’écroule sitôt montée, l’autre subsiste encore.